# 선비오환어파
선비오환어파(鮮卑烏桓語派, 영어: Serbi-Awar languages) 또는 부몽골어파(副-語族, 영어: Para-Mongolic)는 몽골어족의 자매 분파로 여겨지는 가설적인 어족이다. 유하 얀후넨이 제기한 용어이다. 이 어파에는 거란어와 토욕혼어 등이 속한다.

## 하위 언어

선비오환어파과 몽골어파의 시대별 분기 과정.

거란어, 선비어, 탁발어와 마찬가지로 흉노, 동호, 오환의 언어가 선비오환어파에 포함될 수 있다. 선비어와 탁발어의 자료가 매우 희박하기 때문에 이들 언어의 계통적 관계는 가설의 테를 벗어나기 어렵다. 비교적 자료가 풍부한 거란어의 경우, 대부분이 거란 문자로 적혀 있어 완전히 해독되지 않았다. 현전하는 자료는 거란어와 몽골어족 사이의 밀접한 관련성을 시사한다.

### 탁발어
알렉산더 보빈(2007년)은 사멸된 탁발어가 선비몽골어족이라고 간주한다. 그러나 천싼핑(陳三平, 2005년)은 탁발어가 튀르크어족이라고 주장한다.
시무네크는 토욕혼어, 거란어와 더불어 탁발어를 선비어로 분류한다.

### 유연어
알렉산더 보빈(2018년)은 유연의 언어인 유연어가 중세 몽골어와 가깝지만 동일하지 않은 몽골어파임을 제시했다. 유연어의 분류 문제는 논의의 여지가 남아 있다.

### 거란어
유하 얀후넨(2006년)은 거란어를 선비오환어파으로 분류했다. 이는 거란어가 몽골조어의 직계 후손이 아니라 몽골어파의 자매 분파에 속함을 의미한다. 알렉산더 보빈(2017)은 거란어에서 한국어족 차용어로 여겨지는 단어를 제시했다.

### 토욕혼어
알렉산더 보빈(2015년)은 사멸된 토욕혼어가 선비오환어파이라고 간주한다.

## 내적 분류
시무네크(2017년)는 몽골어족의 자매 분파로서 선비오환어파을 제시했다. 시무네크의 분류에서 두 어파는 어울러 선비몽골어족를 이룬다.
- 선비몽골어족
  - 몽골어파
  - 선비오환어파
    - 오환어
    - 고대 선비어
      - 걸복선비어(서진)
      - 단부선비어(단부선비)
      - 탁발어
      - 토욕혼어
      - 거란어군
        - 거란어
        - 해어(奚語)
        - 실위(室韋)의 고유명사 (*širwi/*širβi < *serbi ‘선비’)

## 같이 보기
- 선비족

## 참고 문헌
- Andrews, Peter A. (1999). 《Felt tents and pavilions: the nomadic tradition and its interaction with princely tentage, Volume 1》. Melisende. ISBN 1-901764-03-6.
- Janhunen, Juha (2003a). 〈Proto-Mongolic〉.   Janhunen, J. 《The Mongolic languages》. 1–29쪽.
- Janhunen, Juha (2003b). 〈Para-Mongolic〉.   Janhunen, J. 《The Mongolic languages》. 391–402쪽.